# دييغو باريسون
دييغو باريسون (بالإسبانية: Diego Barisone)‏ (29 مايو 1988 بسانتا في في الأرجنتين - 28 يوليو 2015 في الأرجنتين) هو لاعب كرة قدم أرجنتيني في مركز الدفاع. لعب مع أرجنتينوس جونيورز ونادي لانوس ويونيون دي سانتا في.

## وصلات خارجية
- دييغو باريسون على موقع قاعدة بيانات كرة القدم.إي يو (الإنجليزية)
- دييغو باريسون على موقع Soccerway.com (الإنجليزية)